# Asmodeus

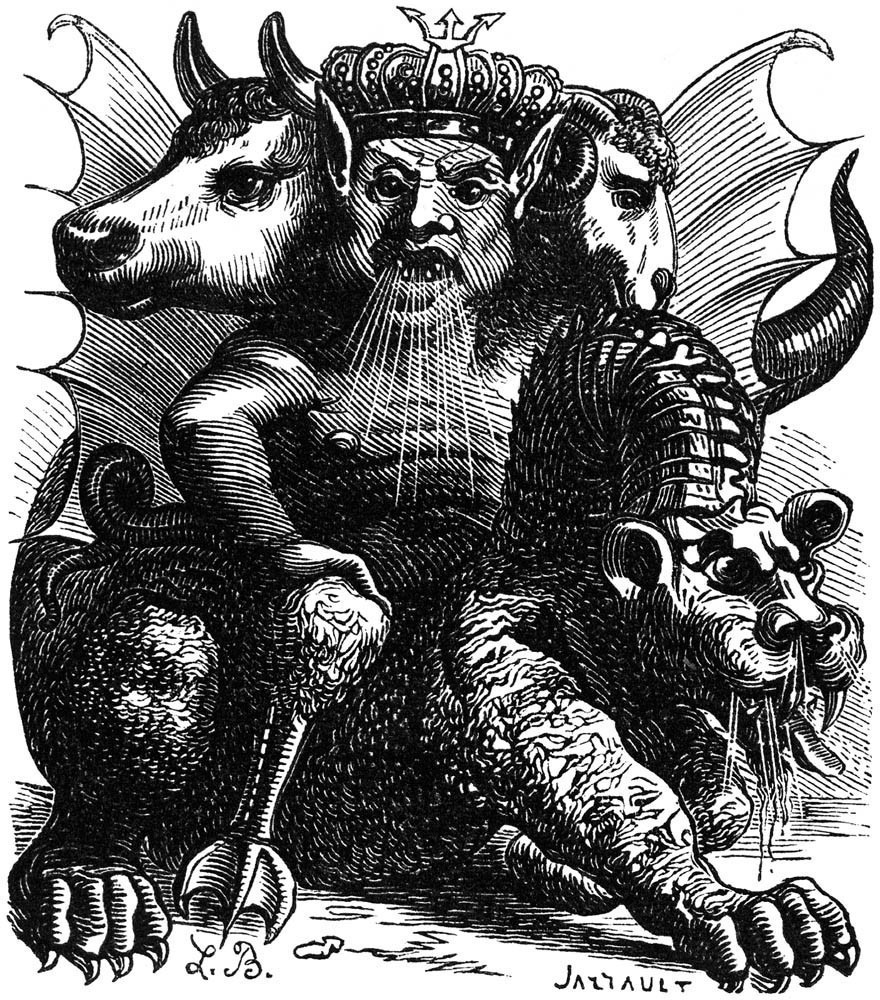
Asmodeus jak je zobrazený v pekelném slovníku od Collina de Plancyho

Asmodeus (hebrejsky אשמדאי‎ – Ašmodaj, Ašmedaj, řecky Ἀσμοδαῖος – Asmodaios) je démon vyskytující se v deuterokanonické knize Tobijáš a Talmudu, jakož i v různých spisech s okultní tematikou, kde bývá ztotožňován s negativními silami a zlem. Jeho jméno pochází s největší pravděpodobností z perštiny a to výrazu aēšma-daēva, tj. démon hněvu, který se vyskytuje v Avestě.

## V knize Tobiáš
Asmodeus je v knize vypodobněn jako démon, jenž je sexuálně přitahován k Sáře, dceři Reguela a o svatební noci zabíjí její manžele. Když takto zabije sedm novomanželů, chystá se zabít i Tóbita, který ovšem s pomocí anděla Rafaela Asmodea zažene do Egypta, kde je Rafaelem spoután. Asmodeus je v této knize vykreslen jako představitel zla.

## V Talmudu a midraších
V Talmudu je Ašmodaj zpodobňován jako démon, který sice nemá takovou vražednou moc, jako jeho vzor v knize Tóbit, nicméně přesto zůstává představitelem zla a bývá spojován především se sexualitou, eventuálně se v některých případech specializuje na mladé dívky, jež jsou jím následně „posedlé“. Má velkou zálibu v ženách, jeho velkým cílem je tak v některých legendách Šalamounův harém. To vede některé badatele k přesvědčení, že Ašmodaj byl v pozdějších rabínských představách daleko spíše inspirován řeckým Satyrem než zlem jako takovým (to je vyhrazeno většinou Samaelovi). V midraši Nistarot rabi Šim’on bar Jochaj posedne caesarovu dceru. V takových případech se i jeví jako bytost s určitým, byť poněkud zvráceným, smyslem pro humor.
Podle jiné legendy pomáhal Šalamounovi se stavbou jeho Chrámu – byl při té příležitosti Šalamounem obelstěn. Tato legenda může v některých bodech připomínat oblíbenou tematiku v českých pohádkách, kdy ďábel nebo čert uzavře sázku (nejčastěji o duši) výměnou za splnění náročného úkolu, během jehož plnění pak bývá často podveden a musí přiznat porážku.
V jiných pasážích je vypodobňován jako manžel Lilith (v jiných pasážích je to Samael). Dále je podle některých legend potomkem Adama a anděla – sukuba – Na’amy z dob, kdy Adam byl se svou první ženou Lilith.

## V křesťanské literatuře
Je znázorňován jako sluha Luciferů a čtvrtý pekelný princ.

## V okultismu
Démon Asmodeus se objevuje jako 32. démon v magickém grimoáru Goetie a v Knize umění Almadelova, což jsou obojí části knihy Lemegeton. Jsou zde obsaženy popisy jak s tímto démonem jednat, v jaké podobě se zjevuje, jeho pečeť a také co je v jeho moci.

## V umění
Věří se, že právě Asmodeus je vyobrazen na vnitřní straně dveří kostela Máří Magdaleny v Rennes-le-Chateau.